# Herbert Quandt
Herbert Werner Quandt (Pritzwalk, 2 de junho de 1910 — Kiel, 2 de junho de 1982) foi um industrial alemão que salvou a BMW da falência.
O pai de Herbert Quandt era dono de indústrias bélicas que, entre 1940 e 1945, produziram armas e mísseis para o governo nazista, muitas vezes à custa de trabalho forçado realizado por prisioneiros dos campos de concentração. Quando morreu, em 1954, deixou uma grande fortuna para seus filhos, Herbert e Harald, que anos depois compraram parte da fabricante de automóveis BMW, aumentando consideravelmente seu capital.
Na década de 1960, a família de Herbert Quandt evitou a quebra da BMW em um momento delicado pelo qual a empresa passou. A estratégia foi a criação de novos modelos de carros e, diante do sucesso, tornou-se acionista majoritária da montadora. Já a família de Harald participava mais timidamente das ações da empresa, porém seus descendentes contam hoje com uma fortuna de cerca de R$ 6 bilhões.
Divorciou-se da sua primeira esposa, Ursel Münstermann, em 1940. Casou-se com Lieselotte Blobelt em 1950 e divorciou-se em 1959. Seu primeiro casamento lhe rendeu uma filha, Silvia (1937), e o matrimônio seguinte lhe rendeu mais três filhos: Sonja (1951), Sabina (1953) e Sven (1956). Silvia Quandt é artista, Sven Quandt depois de alguns anos a liderar uma equipa semioficial sediada na Alemanha que preparava os Mitsubishi Pajero para todo o terreno está hoje à frente da equipa New-Dimension X-Raid, responsável pela participação de carros do grupo BMW nos principais campeonatos mundiais de TT. Casou-se pela terceira vez com Johanna Bruhn em 1960, com qual teve dois filhos: Stefan Quandt e Susanne Klatten.